# 米勒訴阿拉巴馬州案
米勒訴阿拉巴馬州案（Miller v. Alabama）為美國聯邦最高法院於2012年所作成的判決，該判決中宣示，對於少年犯宣告終身監禁不得假釋的刑罰違憲。本判決將該院於2010年所作成的葛蘭姆訴佛羅里達州案判決之見解進一步延伸。該判決中宣告對於犯下謀殺罪（murder）以外的少年犯科處終身監禁不得假釋的刑罰違憲。本判決進一步將犯下謀殺罪的少年犯亦包含在內。

## 背景
本判決乃係基於兩個判決合併作成：Jackson v. Hobbs, No. 10-9647, 和 Miller v. Alabama, No. 10-9646.。洛杉磯時報寫道：「在第一案中，Kuntrell Jackson於案發時年僅14歲，他與另外兩個少年前往位於阿肯色州的某間影音出租店計畫進行搶劫。當時他待在店外，其中一個少年扣下板機殺了店員。Jackson在經過通常程序（非少年程序）審理後，遭到科處終身監禁不得假釋。在第二案中，Evan Miller為阿拉巴馬州一個14歲的少年，他和另一個男孩對一部拖車縱火，因此遭到判處謀殺罪，並且宣告終身監禁不得假釋。」

## 法院意見

### 多數意見
艾蕾娜·卡根大法官所撰寫的多數意見表示：「對於犯罪時未滿18歲之人宣告終身監禁不得假釋的刑罰違反憲法第八修正案禁止殘忍而不尋常的刑罰的規定。」、「對於少年犯宣告終身監禁不得假釋並未考慮到屬於該年紀的特徵：他們不成熟、衝動、無法評估風險與後果。」卡根大法官進一步提到：「不論他們有多殘忍與不正常，這種判決並未將該少年的家庭與生活背景納入考量，在此背景下他們無法自我解救。」

### 不同意見
約翰·格洛佛·羅伯茨大法官於不同意見書中表示，在大多數的州都認可使用的情況下，終身監禁並不能貌似正確的被形容為「殘忍而不尋常的刑罰」。其進一步表示：「應該如何對於犯下謀殺罪的青少年科處適當的刑罰，乃係一個嚴肅且充滿挑戰性的道德與社會政策問題。然而，我們的角色僅止於適用法律，而非對於這類問題提供答案 。」另一份由塞繆爾·阿利托大法官所提出的不同意見表示，「即使一個17歲半的人在人潮擁擠的購物中心放下炸彈，或是槍殺眾多學生與老師仍然被認為是「小孩」，並且必須要給予其說服法官允許其被釋放進入社會的機會。」阿利托大法官結論認為，「憲法並不支持此種僭越立法權的結論。」

### 結論
本判決對於18歲以下之人均有適用，但並不會自動釋放任何受刑人，且並未禁止對於少年謀殺犯科處終身監禁的刑罰。然而，法官在科處被告終身監禁不得假釋的刑罰時，必須要考量被告的年紀以及犯罪之性質。
本判決將案件發回原審法院，重新判決。

## 追溯適用問題
在2016年作成的「Montgomery v. Louisiana 案」判決中，美國聯邦最高法院認為，本案見解應溯及適用於過往的案例。在Montgomery案中，被告Henry Montgomery因為謀殺案而於1963年入監服刑，其犯案時年僅17歲。估計至少有2300個案件會受到本判決見解的影響。

## 參照
1. ↑  . SCOTUSblog.   [28 June 2012]. （原始内容存档于2021-04-27）.
2. 1 2 3 4  Savage, David G. . The Los Angeles Times. 25 June 2012  [26 June 2012]. （原始内容存档于2018-04-21）.
3. ↑  Cohen, Andrew. . The Atlantic. 26 June 2012  [26 June 2012]. （原始内容存档于2021-03-08）.
4. 1 2 3  Adam Liptak and Ethan Bronner. . The New York Times. 25 June 2012  [26 June 2012]. （原始内容存档于2021-04-29）.
5. ↑  Barnes, Robert. . The Washington Post. 25 June 2012  [26 June 2012]. （原始内容存档于2020-10-31）.
6. ↑  Miller v. Alabama, ___ U.S. ___, 132 S. Ct. 2455, 183 L. Ed. 2d 407 (2012).
7. ↑  Denniston, Lyle. . SCOTUSblog. 23 March 2015  [2015-05-25]. （原始内容存档于2020-12-15）.
8. ↑   (PDF). SCOTUSblog.   [24 March 2015]. （原始内容存档 (PDF)于2021-01-25）.
9. ↑  Sherman, Mark. . ABC News. Associated Press. January 25, 2016  [2016-05-25]. （原始内容存档于2016-01-25）.

## 外部連結
- Slip opinion from the U.S. Supreme Court (PDF) （页面存档备份，存于）